# Lijst van voetbalinterlands Jordanië - Qatar
Deze lijst van voetbalinterlands is een overzicht van alle officiële voetbalwedstrijden tussen de nationale teams van Jordanië en Qatar. De landen hebben tot op heden 22 keer tegen elkaar gespeeld. De eerste ontmoeting, een vriendschappelijke wedstrijd, vond plaats in Doha op 6 september 1980. Het laatste duel, de finale van de Azië Cup 2023, werd gespeeld op 10 februari 2024 in Lusail.

## Wedstrijden
| №  | Plaats    | Datum             | Competitie                 | Wedstrijd        | Uitslag |
| -- | --------- | ----------------- | -------------------------- | ---------------- | ------- |
| 1  | Doha      | 6 september 1980  | Vriendschappelijk          | Qatar − Jordanië | 0 − 1   |
| 2  | Doha      | 8 september 1980  | Vriendschappelijk          | Qatar − Jordanië | 3 − 0   |
| 3  | Guangzhou | 17 september 1984 | Azië Cup 1984 kwalificatie | Qatar − Jordanië | 2 − 0   |
| 4  | Amman     | 15 maart 1985     | WK 1986 kwalificatie       | Jordanië − Qatar | 1 − 0   |
| 5  | Doha      | 12 april 1985     | WK 1986 kwalificatie       | Qatar − Jordanië | 2 − 0   |
| 6  | Taif      | 5 juli 1985       | Arab Nations Cup 1985      | Qatar − Jordanië | 2 − 0   |
| 7  | Doha      | 6 januari 1989    | WK 1990 kwalificatie       | Qatar − Jordanië | 1 − 0   |
| 8  | Amman     | 27 januari 1989   | WK 1990 kwalificatie       | Jordanië − Qatar | 1 − 1   |
| 9  | Doha      | 12 maart 1993     | Vriendschappelijk          | Qatar − Jordanië | 1 − 2   |
| 10 | Doha      | 26 september 1998 | Arab Nations Cup 1998      | Qatar − Jordanië | 2 − 0   |
| 11 | Doha      | 8 april 2000      | Azië Cup 2000 kwalificatie | Qatar − Jordanië | 2 − 2   |
| 12 | Doha      | 5 januari 2001    | Vriendschappelijk          | Qatar − Jordanië | 3 − 1   |
| 13 | Amman     | 31 maart 2004     | WK 2006 kwalificatie       | Jordanië − Qatar | 1 − 0   |
| 14 | Doha      | 17 november 2004  | WK 2006 kwalificatie       | Qatar − Jordanië | 2 − 0   |
| 15 | Doha      | 16 maart 2008     | Vriendschappelijk          | Qatar − Jordanië | 2 − 1   |
| 16 | Teheran   | 13 augustus 2008  | West-Azië Cup 2008         | Jordanië − Qatar | 3 − 0   |
| 17 | Doha      | 8 oktober 2012    | Vriendschappelijk          | Qatar − Jordanië | 1 − 1   |
| 18 | Doha      | 7 januari 2014    | West-Azië Cup 2014         | Qatar − Jordanië | 2 − 0   |
| 19 | Zürich    | 18 augustus 2016  | Vriendschappelijk          | Jordanië − Qatar | 2 − 3   |
| 20 | Doha      | 23 december 2018  | Vriendschappelijk          | Qatar − Jordanië | 2 − 0   |
| 21 | Ar Rayyan | 5 januari 2024    | Vriendschappelijk          | Qatar − Jordanië | 1 − 2   |
| 22 | Lusail    | 10 februari 2024  | Azië Cup 2023              | Jordanië − Qatar | 1 − 3   |

## Samenvatting
| Competitie            | Totaal gespeeld | Winst Jordanië | Gelijk | Winst Qatar | Doelsaldo Jordanië – Qatar |
| --------------------- | --------------- | -------------- | ------ | ----------- | -------------------------- |
| WK-kwalificatie       | 6               | 2              | 1      | 3           | 3 − 6                      |
| Azië Cup              | 1               | 0              | 0      | 1           | 1 − 3                      |
| Azië Cup-kwalificatie | 2               | 0              | 1      | 1           | 2 − 4                      |
| West-Azië Cup         | 2               | 1              | 0      | 1           | 3 − 2                      |
| Arab Nations Cup      | 2               | 0              | 0      | 2           | 0 − 4                      |
| Vriendschappelijk     | 9               | 3              | 1      | 5           | 10 − 16                    |
| Totaal                | 22              | 6              | 3      | 13          | 19 − 35                    |

JFA · A-internationals · Bondscoaches · Selecties · Jordaans vrouwenelftal · Olympisch elftal · Jordanië U20 · Jordanië U19 · Jordanië U18 · Jordanië U17
1953 – 1969 · 
1970 – 1979 · 
1980 – 1989 · 
1990 – 1999 · 
2000 – 2009 · 
2010 – 2019 ·
2020 − 2029
1953 · 
1954 · 1955 · 1956 · 
1957 · 
1958 · 1959 · 1960 · 1961 · 1962 · 
1963 · 
1964 · 
1965 · 
1966 · 
1967 · 1967 · 1969 · 1970 · 
1971 · 
1972 · 1973 · 
1974 · 
1975 · 
1976 · 
1977 · 1978 · 1979 · 1980 · 
1981 · 
1982 · 
1983 · 
1984 · 
1985 · 
1986 · 
1987 · 
1988 · 
1989 · 
1990 · 
1991 · 
1992 · 
1993 · 
1994 · 1995 · 
1996 · 
1997 · 
1998 · 
1999 · 
2000 · 
2001 · 
2002 · 
2003 · 
2004 · 
2005 · 
2006 · 
2007 · 
2008 · 
2009 · 
2010 · 
2011 · 
2012 · 
2013 · 
2014 ·
2015 ·
2016 ·
2017 ·
2018 ·
2019 ·
2020 ·
2021 ·
2022 ·
2023
Afghanistan ·
Albanië ·
Algerije ·
Armenië ·
Australië ·
Azerbeidzjan ·
Bahrein ·
Bangladesh ·
Bosnië en Herzegovina ·
Bulgarije ·
Cambodja ·
China ·
Colombia ·
Cyprus ·
Ecuador ·
Egypte ·
Estland ·
Filipijnen ·
Finland ·
Georgië ·
Haïti ·
Hongarije ·
Hongkong ·
India ·
Indonesië ·
Irak ·
Iran ·
Ivoorkust ·
Jamaica ·
Japan ·
Jemen ·
Kazachstan ·
Kenia ·
Kirgizië ·
Koeweit ·
Kosovo ·
Kroatië ·
Laos ·
Libanon ·
Libië ·
Litouwen ·
Maleisië ·
Malta ·
Marokko ·
Mauritanië ·
Moldavië ·
Nepal ·
Nieuw-Zeeland ·
Nigeria ·
Noord-Korea ·
Noorwegen ·
Oezbekistan ·
Oman ·
Pakistan ·
Palestina ·
Paraguay ·
Qatar ·
Saoedi-Arabië ·
Servië ·
Sierra Leone ·
Singapore ·
Slowakije ·
Soedan ·
Spanje ·
Sri Lanka ·
Syrië ·
Tadzjikistan ·
Taiwan ·
Thailand ·
Trinidad en Tobago ·
Tsjaad ·
Tunesië ·
Turkmenistan ·
Uruguay ·
Verenigde Arabische Emiraten ·
Vietnam ·
Wit-Rusland · 
Zambia ·
Zimbabwe ·
Zuid-Jemen ·
Zuid-Korea ·
Zuid-Soedan ·
Zweden
QFA · A-internationals · Bondscoaches · Statistieken · Qatarees vrouwenelftal · Qatar U21 · Qatar U20 · Qatar U19 · Qatar U18 · Qatar U17
1970 – 1979 ·
1980 – 1989 ·
1990 – 1999 ·
2000 – 2009 ·
2010 – 2019 ·
2020 − 2029
OS 1984 · 
OS 1992
1970 · 
1971 · 
1972 · 
1973 · 
1974 · 
1975 · 
1976 · 
1977 · 
1978 · 
1979 · 
1980 · 
1981 · 
1982 · 
1983 · 
1984 · 
1985 · 
1986 · 
1987 · 
1988 · 
1989 · 
1990 · 
1991 · 
1992 · 
1993 · 
1994 · 
1995 · 
1996 · 
1997 · 
1998 · 
1999 · 
2000 · 
2001 · 
2002 · 
2003 · 
2004 · 
2005 · 
2006 · 
2007 · 
2008 · 
2009 · 
2010 · 
2011 · 
2012 · 
2013 · 
2014 ·
2015 ·
2016 ·
2017 ·
2018 ·
2019 ·
2020 ·
2021 ·
2022 ·
2023 ·
2024
Afghanistan ·
Albanië ·
Algerije ·
Andorra ·
Argentinië ·
Australië ·
Azerbeidzjan ·
Bahrein ·
Bangladesh ·
België ·
Bhutan ·
Bosnië en Herzegovina ·
Brazilië .
Bulgarije ·
Burkina Faso ·
Cambodja ·
Canada ·
Chili ·
China ·
Colombia ·
Congo-Kinshasa ·
Costa Rica ·
Curaçao ·
Ecuador ·
Egypte ·
El Salvador ·
Estland ·
Filipijnen ·
Finland ·
Georgië ·
Ghana ·
Grenada ·
Griekenland ·
Guatemala ·
Haïti ·
Honduras ·
Hongarije ·
Hongkong ·
Ierland ·
IJsland ·
India ·
Indonesië ·
Irak ·
Iran ·
Ivoorkust ·
Jamaica ·
Japan ·
Jemen ·
Jordanië ·
Kazachstan ·
Kenia ·
Kirgizië ·
Koeweit ·
Kroatië ·
Laos ·
Letland ·
Libanon ·
Libië ·
Liechtenstein ·
Luxemburg ·
Malediven ·
Maleisië ·
Mali ·
Malta ·
Marokko ·
Mauritius ·
Mexico ·
Moldavië ·
Myanmar ·
Nederland ·
Nieuw-Zeeland ·
Noord-Ierland ·
Noord-Korea ·
Noord-Macedonië ·
Noorwegen ·
Oezbekistan ·
Oman ·
Pakistan ·
Palestina ·
Panama ·
Paraguay ·
Peru ·
Portugal ·
Rusland ·
Saoedi-Arabië ·
Schotland ·
Senegal ·
Servië ·
Singapore ·
Slovenië ·
Soedan ·
Sri Lanka ·
Syrië ·
Tadzjikistan ·
Thailand ·
Tsjechië ·
Tunesië ·
Turkije · 
Turkmenistan ·
Verenigde Arabische Emiraten ·
Verenigde Staten ·
Vietnam ·
Wales ·
Zimbabwe ·
Zuid-Korea ·
Zweden ·
Zwitserland
Ecuador (2022) ·
Nederland (2022)